# Miskolci települési értéktár
A miskolci települési értéktár a magyar nemzeti értékekről és a hungarikumokról született 2012. évi XXX. törvény alapján jött létre. A miskolci értéktár része az ország tájegységi, megyei, ágazati értéktárait és a Magyar Értéktárat felállító kezdeményezésnek. A listából egy-egy miskolci érték, azaz „miskolcikum”, akár hungarikummá is válhat.
A helyi értéktári gyűjteményt – amely naprakész adatbázist jelent a szakma és a (nem csak) miskolciak számára – a 2013. december 18-án alakult Miskolci Települési Értéktár Bizottság kezeli, és alakulása óta folyamatosan bővíti hét szakterületi kategóriában: agrár- és élelmiszergazdaság, épített környezet, ipari és műszaki megoldások, kulturális örökség, sport, természeti környezet, turizmus és vendéglátás.

## A miskolci települési értéktár listája
| Miskolc nemzeti értéke                                                                                              | Hely                                                                        | Kategória                                       | A listára kerülés dátuma |
| --- | --------------------------------------------------------------------------- | ----------------------------------------------- | ------------------------ |
| Anna-barlang | Lillafüred                                                                  | turizmus                                        | 2015. június 8.          |
| Avasi kilátó | Miskolc, Avas-tető                                                          | épített környezet, kulturális örökség, turizmus | 2014. november 26.       |
| Avasi arborétum | 3529 Miskolc, Aulich utca mellett                                           | természeti környezet                            | 2016. május 26.          |
| Avasi pincesorok | 3530 Miskolc, Nagyavas, Kisavas                                             | kulturális örökség                              | 2016. május 26.          |
| Avasi református műemléktemplom                                                                                     | 3530 Miskolc, Papszer 14.                                                   | épített környezet, kulturális örökség           | 2014. március 5.         |
| Bánkút | Bánkút                                                                      | sport                                           | 2021. június 29.         |
| Baráthegyi majorság                                                                                                 | 3535 Diósgyőr, Hóvirág u. 2.                                                | agrár- és élelmiszergazdaság                    | 2015. december 15.       |
| Barlangfürdő | 3519 Miskolctapolca, Pazár István sétány 1.                                 | turizmus                                        | 2014. március 5.         |
| Bartók Plusz Operafesztivál                                                                                         |                                                                             | kulturális örökség                              | 2018. december 7.        |
| Bársony-házi szakócák                                                                                               | Pannon-tenger Múzeum, 3529 Miskolc, Görgey Artúr utca 28.                   | kulturális örökség                              | 2014. március 5.         |
| CineFest Miskolci Nemzetközi Filmfesztivál                                                                          |                                                                             | kulturális örökség                              | 2018. december 7.        |
| Déryné Széppataki Róza munkássága                                                                                   | Déryné-ház, emléktábla, 3530 Miskolc, Hunyadi utca 52.                      | kulturális örökség                              | 2022. június 20.         |
| Deszkatemplom és temető                                                                                             | 3525 Miskolc, Tetemvár felsősor                                             | épített környezet, kulturális örökség, turizmus | 2014. november 26.       |
| Diósgyőri ipari hagyományok és a Kohászati Múzeum                                                                   | Felsőhámor, Palota utca 22.                                                 | kulturális örökség, turizmus                    | 2014. május 5.           |
| Diósgyőri futballhagyományok                                                                                        | 3534 Diósgyőr, Andrássy u. 61.                                              | sport                                           | 2014. november 26.       |
| Diósgyőri Papírgyár                                                                                                 | Diósgyőr, Hegyalja út 203/1.                                                | épített környezet                               | 2015. június 8.          |
| Diósgyőri vár | 3534, Diósgyőr, Vár u. 24.                                                  | kulturális örökség                              | 2014. március 5.         |
| Dobrossy István munkássága                                                                                          |                                                                             | szellemi örökség                                | 2020. szeptember 1.      |
| Factory Aréna | Diósgyőri Acélművek, 3533 Diósgyőr-Vasgyár, Ógyár tér 11.                   | sport                                           | 2021. december 15.       |
| Feledy Gyula munkássága                                                                                             | 3525 Miskolc, Deák tér 3. (Feledy-ház)                                      | kulturális örökség                              | 2014. november 26.       |
| Fügedi Márta Népművészeti Egyesület                                                                                 | 3534 Diósgyőr, Nagy Lajos király útja 20.                                   | kulturális örökség                              | 2021. december 15.       |
| Görömbölyi pincesor                                                                                                 |                                                                             | épített környezet, kulturális örökség           | 2025. június 17.         |
| Herman Ottó munkássága                                                                                              |                                                                             | szellemi örökség                                | 2014. május 5.           |
| Herman Ottó Múzeum                                                                                                  | 3529 Miskolc, Görgey Artúr utca 28.                                         | szellemi örökség, turizmus                      | 2014. május 5.           |
| II. János Pál pápa szobra                                                                                           | 3535 Diósgyőr, II. János Pál pápa tér                                       | épített környezet                               | 2021. december 15.       |
| Kabdebó Lóránt munkássága                                                                                           | 3515 Miskolc, Egyetemváros                                                  | kulturális örökség                              | 2022. december 11.       |
| Kamarás Középiskolás Leány és Fiú Kosárlabda Kupa                                                                   | Miskolc                                                                     | sport                                           | 2023. szeptember 26.     |
| Kama labdás csapatjáték                                                                                             | Miskolc és környéke                                                         | sport                                           | 2016. május 26.          |
| Kartal Ernő munkássága                                                                                              |                                                                             | kulturális örökség                              | 2022. december 11.       |
| KELET Irodalmi és Közművelődési Alkotócsoport, a KELET Könyvek sorozat, a KELET Irodalmi és Társművészeti Egyesület | Herman Ottó Múzeum, Miskolc, Görgey Artúr utca 28.                          | kulturális örökség                              | 2021. június 29.         |
| Kolera-temető | Miskolc, Sajó utca                                                          | kulturális örökség                              | 2016. december 20.       |
| Kordos László munkássága                                                                                            |                                                                             | szellemi örökség                                | 2020. szeptember 1.      |
| Kós-ház | 3530 Miskolc, Görgey Artúr utca 32.                                         | épített környezet                               | 2015. december 15.       |
| A Latabár színészdinasztia miskolci munkássága                                                                      |                                                                             | kulturális örökség                              | 2016. május 26.          |
| Lévay József munkássága és emlékei                                                                                  |                                                                             | szellemi örökség                                | 2014. november 26.       |
| Lillafüredi Állami Erdei Vasút                                                                                      | Diósgyőr, Dorottya utca–Garadna/Mahóca                                      | turizmus                                        | 2014. március 5.         |
| Lillafüredi palotaszálló és függőkert                                                                               | 3517 Lillafüred, Erzsébet sétány 1.                                         | épített környezet, kulturális örökség, turizmus | 2014. november 26.       |
| Lillafüredi pisztrángtenyésztés                                                                                     | 3517 Lillafüred, Garadnavölgy                                               | agrár- és élelmiszergazdaság, turizmus          | 2014. május 5.           |
| Lillafüredi Szinva-vízesés                                                                                          | 3517 Lillafüred, Függőkert                                                  | természeti környezet, turizmus                  | 2014. május 5.           |
| Mancs mentőkutya és tevékenysége                                                                                    |                                                                             | kulturális örökség                              | 2015. június 8.          |
| Mindszenti római katolikus templom                                                                                  | 3530 Miskolc, Mindszent tér 6.                                              | épített környezet, kulturális örökség           | 2014. május 5.           |
| Minorita rendház és templom, Kelemen Didák munkássága                                                               | 3530 Miskolc, Kelemen Didák utca 3. (Hősök tere 5/a.)                       | épített környezet, kulturális örökség           | 2014. május 5.           |
| Miskolci Állatkert és Kultúrpark                                                                                    | Csanyik-völgy                                                               | természeti környezet, turizmus                  | 2014. november 26.       |
| Miskolci Csodamalom Bábszínház                                                                                      | 3525 Miskolc, Kossuth Lajos utca 11.                                        | kulturális örökség                              | 2023. szeptember 26.     |
| Miskolci kocsonya                                                                                                   | Miskolc                                                                     | turizmus                                        | 2014. március 5.         |
| Miskolci Nemzeti Színház                                                                                            | 3525 Miskolc, Déryné u. 1.                                                  | épített környezet, kulturális örökség           | 2015. június 8.          |
| Miskolci Szimfonikus Zenekar                                                                                        | 3525 Miskolc, Fábián u. 6/a.                                                | kulturális örökség                              | 2014. november 26.       |
| Miskolci Vigadó és a Népkert                                                                                        | 3530 Miskolc, Görgey Artúr utca 23.                                         | épített környezet                               | 2015. június 8.          |
| Miskolctapolcai bencés apátság, a Miskolc nemzetség udvarházának és temetőkápolnáinak maradványai                   | Pannon-tenger Múzeum, 3529 Miskolc, Görgey Artúr utca 28.                   | kulturális örökség                              | 2014. március 5.         |
| Miskolctapolcai sziklakápolna                                                                                       | Miskolctapolca, Brassói utca                                                | épített környezet, kulturális örökség           | 2015. december 15.       |
| Ortodox templom és múzeum                                                                                           | 3525 Miskolc, Deák tér 7.                                                   | épített környezet, kulturális örökség, turizmus | 2014. november 26.       |
| Palóczy László munkássága és emlékei                                                                                |                                                                             | kulturális örökség, szellemi örökség            | 2014. november 26.       |
| Polgármester-pince                                                                                                  | 3530 Miskolc, Nagy Avas, Rácz sor 370.                                      | épített környezet                               | 2021. december 15.       |
| Selmeci Műemlékkönyvtár és a selmeci diákhagyományok                                                                | 3515 Miskolc, Egyetemváros                                                  | kulturális örökség                              | 2014. november 26.       |
| Szeleta-barlang | Lillafüred                                                                  | természeti környezet, turizmus                  | 2014. március 5.         |
| Szent István-barlang                                                                                                | Lillafüred                                                                  | turizmus                                        | 2015. június 8.          |
| Szinvavölgyi Néptáncműhely                                                                                          |                                                                             | kulturális örökség                              | 2020. február 1.         |
| Szentléleki kápolnaromok                                                                                            | 3500 Bükkszentlélek                                                         | épített környezet                               | 2015. december 15.       |
| Színháztörténeti és Színészmúzeum                                                                                   | 3525 Miskolc, Déryné u. 3.                                                  | épített környezet, kulturális örökség           | 2014. március 5.         |
| Tiszai pályaudvar                                                                                                   | 3527 Miskolc, Kandó Kálmán tér 1–3.                                         | épített környezet                               | 2015. december 15.       |
| Turista emlékpark                                                                                                   | Bükk, a Helyiipari-forrás területe                                          | épített környezet                               | 2020. február 1.         |
| Vilma-forrás | Pereces                                                                     | kulturális örökség, épített környezet           | 2023. szeptember 26.     |
| A Weidlich-palota Fekete kutyája                                                                                    | Magyar Kereskedelmi és Vendéglátóipari Múzeum, 1036 Budapest, Korona tér 1. | kulturális örökség                              | 2021. december 15.       |